# Nykundsrekrytering
Nykundsrekrytering innebär inom marknadsföring att rekrytera helt nya kunder inför framtida försäljning och expansion till skillnad från utveckling av befintliga kunder. En teknik som kan användas vid nykundsrekrytering är så kallade cold calls.